# Supersexy Swingin' Sounds
| Recensione | Giudizio |
| ---------- | -------- |
| AllMusic   |          |

Supersexy Swingin' Sounds è il secondo album di remix del gruppo musicale statunitense White Zombie, pubblicato il 13 agosto 1996 dalla Geffen Records e dalla MCA Records.
Il disco, l'ultimo prima dello scioglimento, non è un album di inediti ma il remix del precedente Astro-Creep: 2000, che li aveva proiettati al successo mondiale.

## Tracce
1. Electric Head Pt. 2 (Sexational After Dark) – 4:49
2. More Human than Human (Meet Bambi in the King's Harem) – 4:19
3. I, Zombie (Europe in the Raw) – 3:57
4. Grease Paint and Monkey Brains (Sin Center of Suburbia) – 4:15
5. Blur the Technicolor (Poker from Stud to Strip) – 5:15
6. Super-Charger Heaven (Adults Only) – 5:17
7. El Phantasmo and the Chicken-Run Blast-O-Rama (Wine, Women and Song) – 3:58
8. Blood, Milk and Sky (Miss September) – 4:48
9. Real Solution #9 (Mambo Mania) – 4:52
10. Electric Head Pt. 1 (Satan in High Heels) – 4:02
11. I'm Your Boogie Man (Sex on the Rocks) – 4:29

## Formazione
Gruppo
- Rob Zombie - voce
- Sean Yseult - basso
- J. - chitarra
- John Tempesta - batteria

Remix
- Charlie Clouser (tracce 1, 2, 7 e 9)
- John Fryer (tracce 3 e 6)
- The Dust Brothers (tracce 4 e 11)
- Mike "Hitman" Wilson (traccia 5)
- P.M. Dawn (traccia 8)
- The Damage Twins (traccia 10)